# 浜町 (鹿児島市)
浜町（はままち）は、鹿児島県鹿児島市の町。旧薩摩国鹿児島郡鹿児島城下浜町。郵便番号は892-0812。人口は46人、世帯数は31世帯（2020年10月1日現在）。
浜町の全域で住居表示を実施している。
1967年（昭和42年）の住居表示実施に伴う町の再編により町の全部が廃止され全域が浜町の一部となっている向江町（むかえまち）についても本項で述べる。

## 地理
鹿児島市中部、稲荷川の下流域に位置している。町域の北方には柳町、清水町、祇園之洲町、南方には本港新町、小川町、西方には上本町がそれぞれ接しており、東方には鹿児島湾に面している。
町域の中央には日豊本線及び鹿児島本線が南北に通っている。町域内には鹿児島駅があり、隣接して鹿児島貨物ターミナル駅が所在している。また、町域の東部を国道10号鹿児島北バイパスが南北に縦貫している。

### 河川
- 稲荷川

### 町名の由来
浜町という町名は「かごしま市史こばなし」によれば鹿児島城の前の海岸を意味する「前の浜」からおこったものであろうと記されている。

## 歴史

### 近世
浜町は江戸時代から見える町名であり、薩摩国鹿児島城下上町のうちであった。元禄年間に鹿児島城下で度々発生していた大火により、薩摩藩は海岸を埋立てて海側に町を移す計画を立てた。元禄14年3月に幕府の許可を受けて8月に埋立に着工した。これにより埋立てられた土地は「新築地」と呼ばれ、上方限側は浜町となった。
そのうちの城下町東部の上町にかかる新築地は祇園前築地や神明前築地とも呼ばれていた。これらの築地の屋敷が38戸になった時点で浜町に編入された。
向江町は1877年（明治10年）に発行された「明治10年丁丑鹿児島略絵図」に掲載されているのが初見であり、鹿児島府下上町のうちであった。1878年（明治11年）の「薩隅日三国大小区郷村町」にも向江町の記載がある。明治時代初期には浜町及び向江町は武士に比べ平民が多く居住しており、町人町であった。

### 市制施行以後
1888年（明治21年）に公布された市制（明治21年法律第1号）に基づき、1889年（明治22年）2月2日に官報に掲載された「 市制施行地」（内務省告示第1号）によって鹿児島が市制施行地に指定された。3月5日には鹿児島県令第26号によって鹿児島郡のうち50町村が市制による鹿児島市の区域と定められ、4月1日に市制が施行されたのに伴い、鹿児島郡50町村（山下町、平之馬場町、新照院通町、長田町、冷水通町、上竜尾町、下竜尾町、池之上町、鼓川町、稲荷馬場町、清水馬場町、春日小路町、車町、恵美須町、小川町、和泉屋町、浜町、向江町、栄町、柳町、易居町、中町、金生町、東千石馬場町、西千石馬場町、汐見町、泉町、築町、生産町、六日町、新町、松原通町、船津町、呉服町、大黒町、堀江町、住吉町、新屋敷通町、加治屋町、山之口馬場町、樋之口通町、薬師馬場町、鷹師馬場町、西田町、上之園通町、高麗町、下荒田町、荒田村、西田村、塩屋村）の区域より鹿児島市が成立した。それまでの浜町は鹿児島市の町「浜町」となり、それまでの向江町は鹿児島市の町「向江町」となった。
1900年（明治33年）には浜町に鹿児島駅が建設されることとなり、立ち退きによって人家が激減した。鹿児島駅の建設前は向江町と浜町はそれぞれ60軒余りの人家があったという。1901年（明治34年）に鹿児島本線（現在の日豊本線の一部）国分駅（現在の隼人駅）から鹿児島駅までが開通し、浜町には鹿児島駅が置かれた。第二次世界大戦中の1945年（昭和20年）7月27日には、アメリカ軍の爆撃機によって鹿児島駅周辺一帯に対しての爆撃が行われ、鹿児島駅に停車中の列車に爆弾が直撃したほか、近隣の車町、恵美須町、和泉屋町、柳町にも被害が及び死者420名、負傷者650名を出す惨事となった（鹿児島大空襲）。
1965年（昭和40年）には中央地区で住居表示が実施されるのに伴い、1965年（昭和40年）7月20日に浜町の一部で住居表示が実施された。

### 町名整理以降

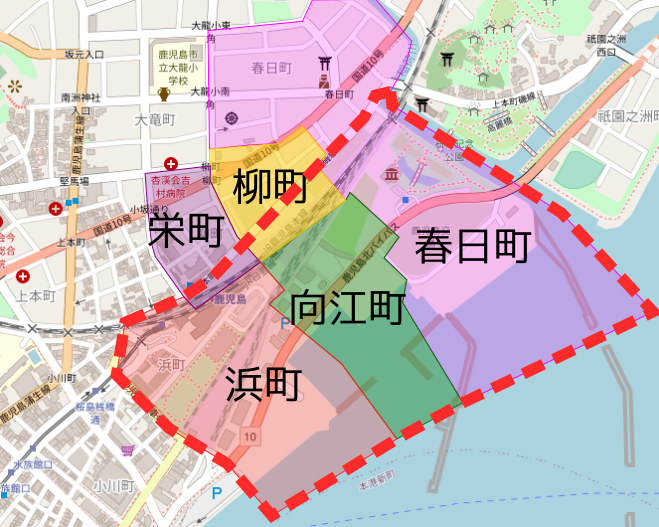
町の再編実施前後の町域の変遷を示した地図。赤の破線が現在の浜町の区域（緑が向江町、ピンクが春日町、黄色が柳町、紫が栄町）

1962年（昭和37年）に住居表示に関する法律が施行されたのに伴い、鹿児島市は鹿児島市街地域の住居表示に着手した。1967年（昭和42年）11月1日に上町地区の一部において住居表示が実施され、住居表示の実施に伴い町の再編が行われた。これに伴い向江町の全域（これにより向江町は町名として消滅）と栄町（浜町編入部以外の全域が柳町に編入され町名としては消滅）、柳町、恵美須町の各一部を浜町に編入し、同時に浜町の全域で住居表示が実施された。1989年（平成元年）3月27日には公有水面埋立地が浜町に編入された。
1993年（平成5年）8月6日に発生した平成5年8月豪雨によって甲突川に架かっていた江戸時代の石橋である甲突川五石橋のうち新上橋と武之橋が流出し、残りの玉江橋、高麗橋、西田橋については災害終息後の甲突川の河川改修により、鹿児島営林署跡地に石橋記念公園・祇園之洲公園を整備し移設保存されることとなった。西田橋の現地解体は1996年（平成8年）2月に始まり、西田橋は鹿児島県、玉江橋と高麗橋は鹿児島市が担当し、2000年（平成12年）4月に移設復元された。

### 町域の変遷
| 実施後       | 実施年             | 実施前           |
| ------------ | ------------------ | ---------------- |
| 浜町（編入） | 1967年（昭和42年） | 向江町（全域）   |
| 浜町（編入） | 1967年（昭和42年） | 柳町（一部）     |
| 浜町（編入） | 1967年（昭和42年） | 栄町（一部）     |
| 浜町（編入） | 1967年（昭和42年） | 恵美須町（一部） |
| 浜町（編入） | 1989年（平成元年） | 公有水面埋立地   |

## 人口
以下の表は国勢調査による小地域集計が開始された1995年以降の人口の推移である。
| 年                 | 人口 |
| ------------------ | ---- |
| 1995年（平成7年）  | 107  |
| 2000年（平成12年） | 94   |
| 2005年（平成17年） | 80   |
| 2010年（平成22年） | 57   |
| 2015年（平成27年） | 65   |
| 2020年（令和2年）  | 46   |

## 文化財

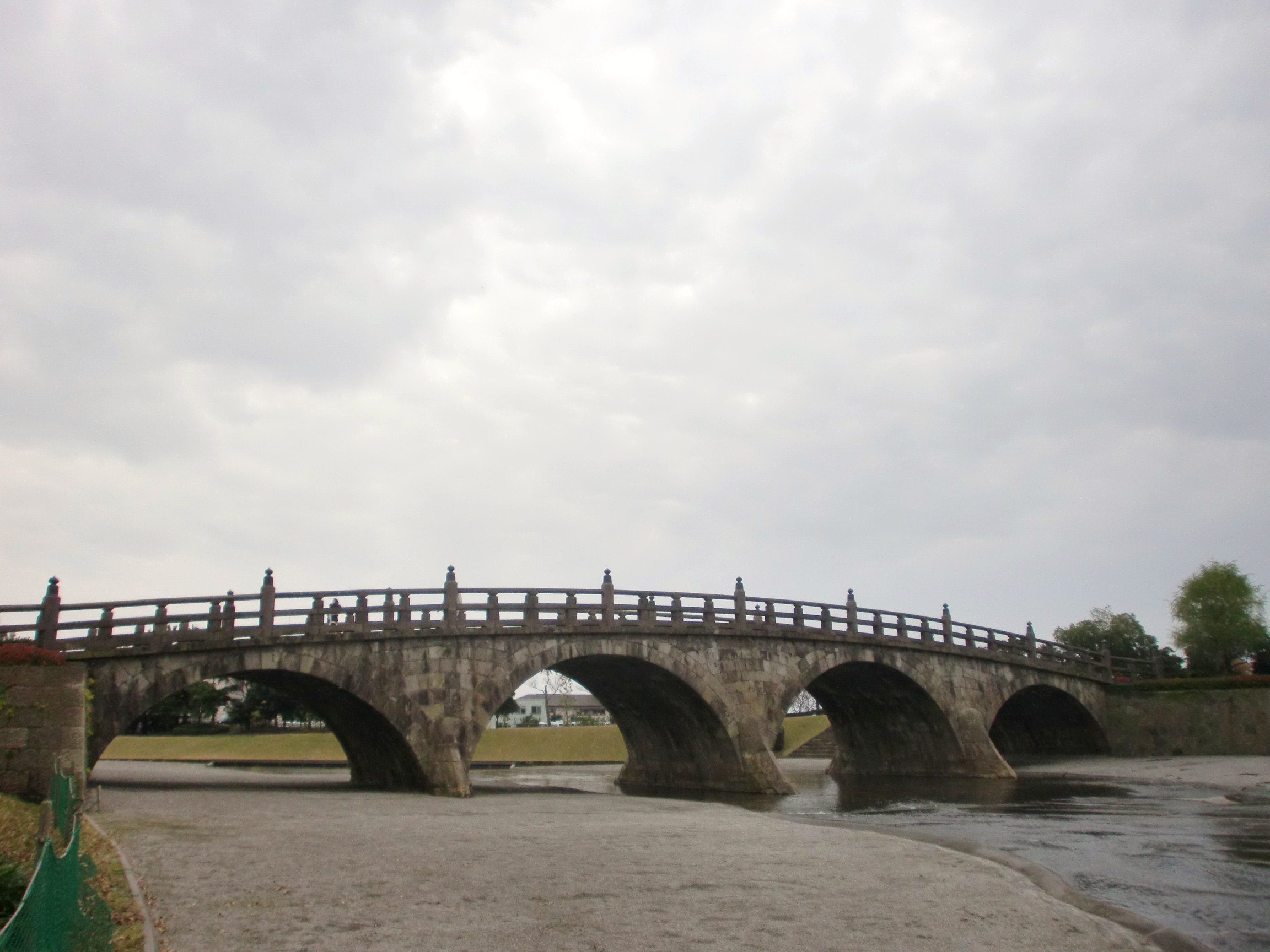
石橋記念公園内に復元された西田橋

### 県指定
- 西田橋（有形文化財（建造物））[35]
甲突川に架けられていた甲突川五石橋の一つであり、弘化3年（1846年）に肥後の石工岩永三五郎によって作られたアーチ式の石橋である[36]。1993年（平成5年）8月6日に発生した平成5年8月豪雨後の甲突川の河川改修により、撤去されることとなり、石橋記念公園に移設保存された[27][26]。1953年（昭和28年）9月7日に県指定文化財に指定された[35]。

## 施設

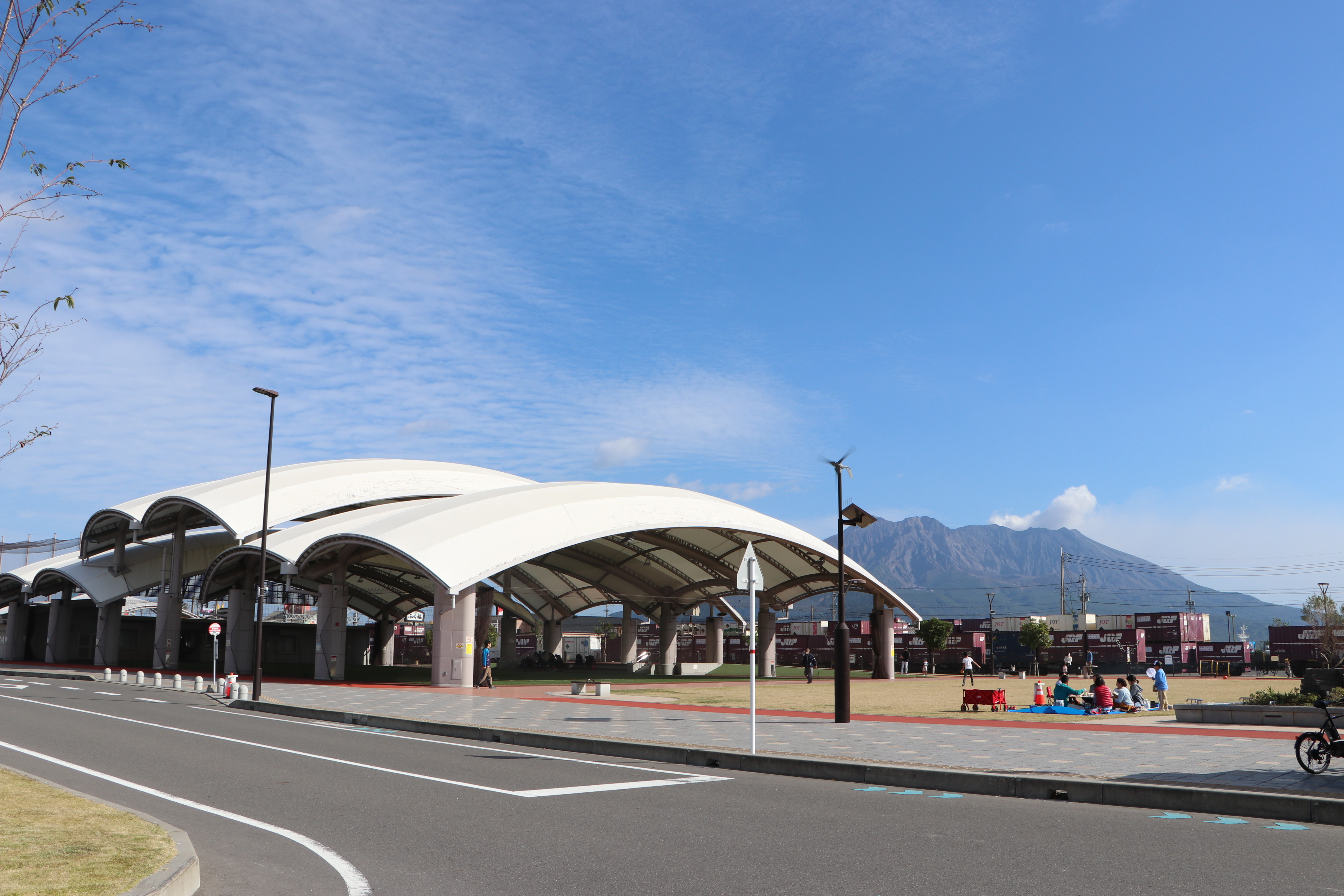
「かんまちあ」

### 公共
- かんまちあ[37]
  - 鹿児島市上町ふれあい広場
  - 上町の杜公園
- 石橋記念公園[29]
  - 石橋記念館

### 行政
- 鹿児島港湾合同庁舎[38]
  - 出入国在留管理庁福岡出入国在留管理局鹿児島出張所[39]
  - 厚生労働省福岡検疫所鹿児島検疫所支所[40]
  - 農林水産省植物防疫所鹿児島支所[41]
  - 国土交通省九州地方整備局鹿児島営繕事務所
  - 国土交通省九州運輸局鹿児島運輸支局本庁舎[42]
  - 海上保安庁第十管区海上保安本部鹿児島海上保安部[43]
- 林野庁九州森林管理局鹿児島森林管理署[44]
- 国土交通省九州地方整備局鹿児島国道事務所[45]
- 鹿児島市交通局浜町営業所[46]

## 小・中学校の学区
市立小・中学校に通う場合、学区（校区）は以下の通りとなる。
| 町丁 | 番・番地 | 小学校               | 中学校               |
| ---- | -------- | -------------------- | -------------------- |
| 浜町 | 1        | 鹿児島市立名山小学校 | 鹿児島市立長田中学校 |
| 浜町 | その他   | 鹿児島市立清水小学校 | 鹿児島市立清水中学校 |

## 交通

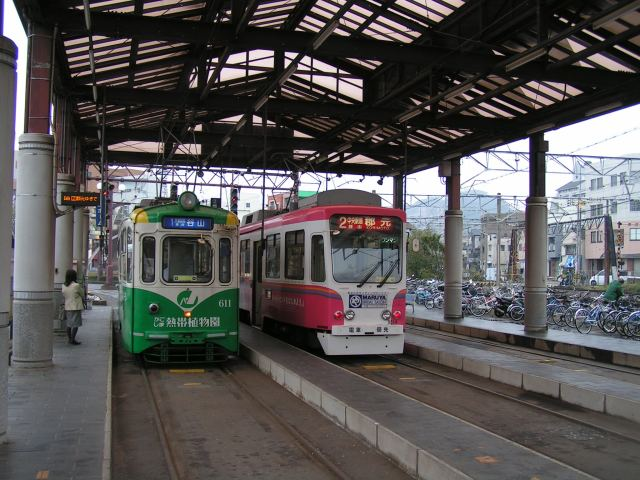
鹿児島駅前電停

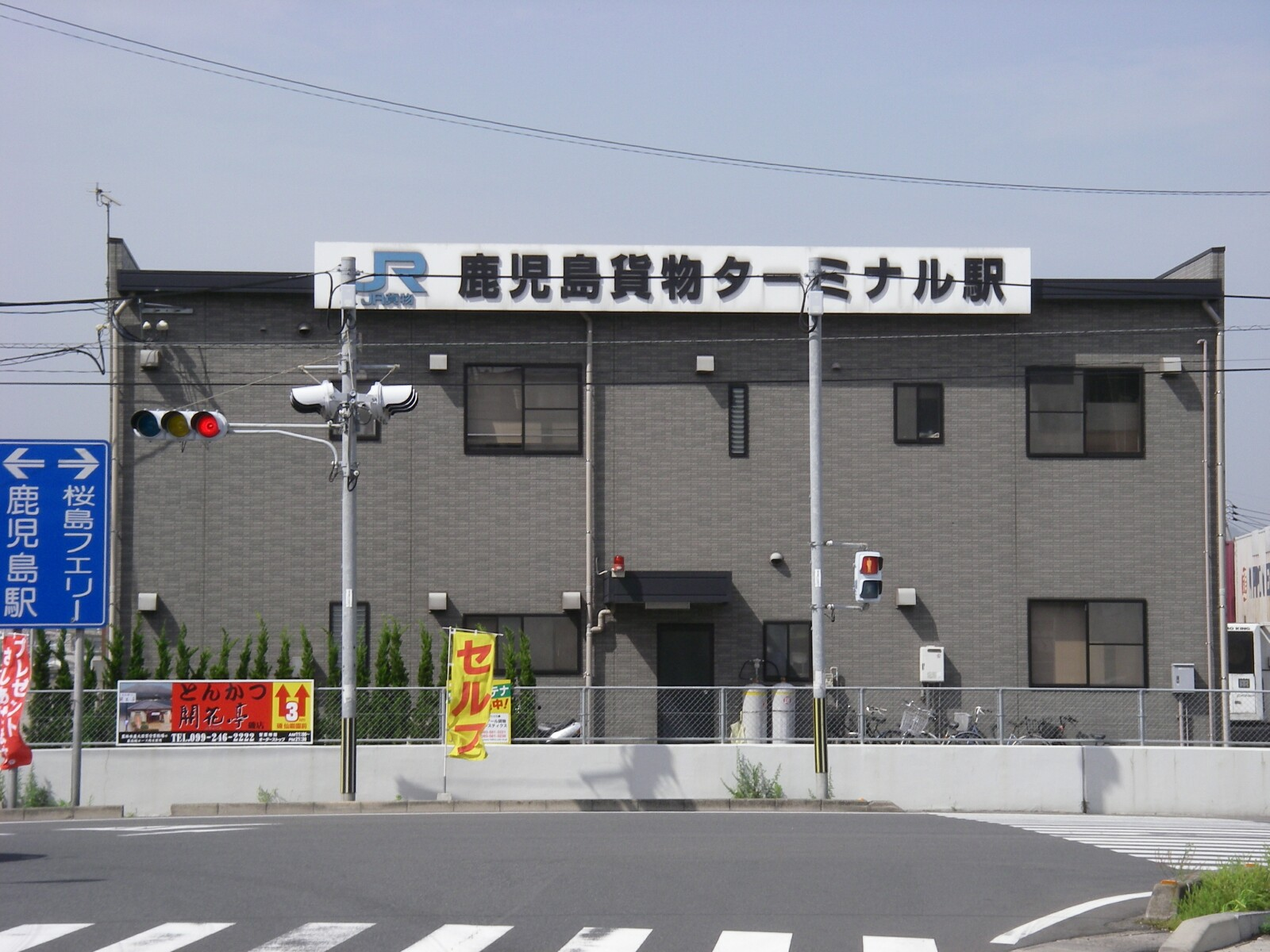
鹿児島貨物ターミナル駅

### 鉄道
- 九州旅客鉄道 鹿児島本線、日豊本線
  - 鹿児島駅
- 日本貨物鉄道
  - 鹿児島貨物ターミナル駅
- 鹿児島市交通局鹿児島市電1系統、2系統
  - 鹿児島駅前電停

### 道路
一般国道
- 国道10号（鹿児島北バイパス）

一般県道
- 鹿児島県道204号鹿児島停車場線